# Нелюбова, Валентина Петровна
Валентина Петровна Нелюбова (род. 28 февраля 1966 года) — заслуженный мастер спорта России (пауэрлифтинг).

## Карьера
Валентина начала заниматься пауэрлифтингом в ноябре 1989 года и выступала в турнирах по пауэрлифтингу ещё в годы СССР. Она тренировалась в Красноярске у А. Бычкова в спортивном клубе «Локомотив» Красноярской железной дороги.
В 1991 году она стала чемпионкой России в категории до 52 кг, выполнив нормативы мастера спорта. На чемпионате СССР 1991 года Валентина стала второй, уступив 2,5 кг Елене Ямских из Красноярска. В том же 1991 году она выступила на чемпионате мира, став восьмой. За этот результат Валентина была удостоена звания мастер спорта СССР международного класса. Также восьмое место Валентина завоевала на чемпионате Европы.
В 1992 году Валентина Нелюбова стала чемпионкой России по пауэрлифтингу и жиму лёжа. А из финского Уппсала она привозит золото чемпионата Европы.
В 1993 году Валентина становится чемпионкой России по пауэрлифтингу и по жиму лёжа. А из шведского Йончёпинга она привозит серебро чемпионата мира.
В 1994 году В. Нелюбова завоёвывает золото чемпионата России по жиму лёжа и серебро чемпионата мира по жиму лёжа.
На чемпионате России 1995 года, установив рекорд России — 427,5 кг, Валентина уступает Ирине Ореховой, которая выполнила фантастическую тягу — 187,5 кг и установила рекорд России — 437,5 кг. На чемпионате России по жиму лёжа Валентина побеждает с результатом 105 кг. Также Валентина становится чемпионкой Европы и мира по жиму лёжа.
В 1996 году на чемпионате России она устанавливает рекорд России — 457,5 кг. На чемпионате Европы по жиму лёжа Валентина становится чемпионкой с рекордом Европы — 110 кг. А в декабре 1996 года она становится чемпионкой Европы, при этом установив рекорд в жиме лёжа — 115 кг.
В 1997 году Валентина завоевала серебро чемпионата России, серебро чемпионата мира и становится чемпионкой Европы.
В 1998 году — снова серебро чемпионата России и серебро чемпионата мира. А на чемпионате России по жиму лёжа завоёвывает золото. Тренер А. Н. Бычков удостаивается почётного звания заслуженный тренер России.
В 1999 году становится чемпионкой Европы.
В 2000 году Валентина становится чемпионкой России по пауэрлифтингу и по жиму лёжа. А на международной арене становится чемпионкой Европы и мира. Валентине присваивается почётное звание заслуженный мастер спорта России. Тренер А. Н. Бычков удостаивается почётного звания отличник физической культуры и спорта.
В 2001 году становится чемпионкой России и мира, а на чемпионате Европы завоёвывает серебро.
В 2002 году она стала чемпионкой России по силовому троеборью и по жиму лёжа. Также она становится чемпионкой Европы и мира.
В 2003 году Валентина повторила прошлогодние успехи: золото чемпионатов России по силовому троеборью и по жиму лёжа, золото чемпионата мира.
В 2004 году побеждает на чемпионатах России и Европы по жиму лёжа.
2005 год приносит бронзу чемпионата России по пауэрлифтингу, золото чемпионата России по жиму лёжа и золото чемпионата Европы.
В 2006 году после бронзы чемпионата России и золота чемпионата России по жиму лёжа проблема: дисквалификация по результатам чемпионата мира по жиму лёжа.
В 2009 году, вернувшись на помост, Валентина становится чемпионкой России в категории до 67,5 кг. Побеждает на чемпионате Европы.
В 2010 году Валентина перешла в категорию до 75 кг и завоёвывает золото чемпионата России по жиму лёжа, а также серебро чемпионата мира по жиму лёжа.
В 2011 году Валентина становится вице-чемпионкой России в жиме лёжа в категории до 63 кг.
В 2012 году у Валентины — бронза чемпионата Европы по жиму лёжа. В 2013 году — золото чемпионата России по жиму лёжа.
В 2015 году на соревнованиях не участвовала.

## Образование
Окончила Красноярское фармацевтическое училище (1986), Красноярский техникум физической культуры (1995), Омскую академию физической культуры (2000). Работает инструктором по спорту в Дирекции социальной сферы Красноярской железной дороги.
Судья всероссийской категории (2001).